# والدیس بیرکاوس
والدیس بیرکاوس (به لتونیایی: Valdis Birkavs) (زاده ۲۸ ژوئیه ۱۹۴۲) سیاستمدار اهل لتونی است که از اوت ۱۹۹۳ تا سپتامبر ۱۹۹۴ سمت نخست‌وزیری لتونی و از سال ؟ تا سال ۲۰۰۰ سمت وزیر دادگستری آن کشور را برعهده داشت.